# 上海路街道 (南昌市)
上海路街道，是中华人民共和国江西省南昌市青山湖区下辖的一个乡镇级行政单位。

## 行政区划
上海路街道下辖以下地区：
上海路住宅区南社区、二六零厂家委会、新世纪社区、上海路住宅区北社区、塔子桥北社区、金源社区、洪都中大道社区、铁路第三家委会、铁路第四家委会、铁路第六家委会、隆鑫社区和锦纶社区。